# ميخائيل ك. ميرفي
ميخائيل ك. ميرفي (بالإنجليزية: Michael C. Murphy)‏ هو سياسي أمريكي، ولد في 21 يونيو 1952 في شيكاغو في الولايات المتحدة، وتوفي في 28 ديسمبر 2014 في واشنطن العاصمة في الولايات المتحدة. حزبياً، نشط في الحزب الديمقراطي. وقد انتخب عضو مجلس نواب ميشيغان ‏.